# Astragalus conspicuus
Astragalus conspicuus är en ärtväxtart som beskrevs av Antonina Georgievna Borissova. Astragalus conspicuus ingår i släktet vedlar, och familjen ärtväxter. Inga underarter finns listade i Catalogue of Life.